# Ваганицька сільська рада
Вага́ницька сільська́ ра́да — адміністративно-територіальна одиниця та орган місцевого самоврядування в Городнянському районі Чернігівської області. Адміністративний центр — село Ваганичі.

## Загальні відомості
Ваганицька сільська рада утворена у 1918 році.
- Територія ради: 38,257 км²
- Населення ради: 519 осіб (станом на 2001 рік)

## Населені пункти
Сільській раді були підпорядковані населені пункти:
- с. Ваганичі
- с. Барабанівське
- с-ще Вершини

## Склад ради
Рада складалася з 12 депутатів та голови.
- Голова ради: Бондаренко Сергій Васильович
- Секретар ради: Лущай Надія Дмитрівна

### Керівний склад попередніх скликань
| Прізвище, ім'я, по батькові  | Основні відомості                                                 | Дата обрання | Дата звільнення |
| ---------------------------- | ----------------------------------------------------------------- | ------------ | --------------- |
| Бондаренко Сергій Васильович | Сільський голова, 1962 року народження, освіта вища, безпартійний | 26.03.2006   | 31.10.2010      |
| Бондаренко Сергій Васильович | Сільський голова, 1962 року народження, освіта вища, безпартійний | 31.10.2010   |                 |

Примітка: таблиця складена за даними сайту Верховної Ради України

### Депутати
За результатами місцевих виборів 2010 року депутатами ради стали:

#### За суб'єктами висування
| Суб'єкт висування                 | Кількість обраних депутатів | %    |
| --------------------------------- | --------------------------- | ---- |
| Партія регіонів                   | 7                           | 58,3 |
| Політична партія «Сильна Україна» | 3                           | 25   |
| Єдиний Центр                      | 1                           | 8,3  |
| Народна партія                    | 1                           | 8,3  |

#### За округами
| № округу                          | Прізвище, ім'я, по батькові   | Дата визнання обраним | Освіта             | Партійна приналежність                  | Відомості про обраного депутата                      |
| --------------------------------- | ----------------------------- | --------------------- | ------------------ | --------------------------------------- | ---------------------------------------------------- |
| Єдиний Центр                      |                               |                       |                    |                                         |                                                      |
| 1                                 | Кориткіна Олена Іванівна      | 01.11.2010            | вища               | член Єдиного Центру                     | Велидирчинська сільська рада, головний бухгалтер     |
| Народна Партія                    |                               |                       |                    |                                         |                                                      |
| 9                                 | Мехед Ольга Василівна         | 01.11.2010            | середня спеціальна | член Народної партії                    | Велидирчинська сільська рада, секретар               |
| Партія регіонів                   |                               |                       |                    |                                         |                                                      |
| 2                                 | Каленько Микола Олександрович | 01.11.2010            | вища               | позапартійний                           | Велидирчинська загальноосвітня школа, сторож         |
| 3                                 | Голован Григорій Іванович     | 01.11.2010            | середня спеціальна | член Партії регіонів                    | тимчасово не працює                                  |
| 5                                 | Каленько Надія Вікторівна     | 01.11.2010            | середня спеціальна | позапартійна                            | Велидирчинська загальноосвітня школа, техпарцівник   |
| 6                                 | Богдан Олена Віталіївна       | 01.11.2010            | вища               | позапартійна                            | Смичинське споживче товариство, продавець            |
| 8                                 | Кряж Олександр Федорович      | 01.11.2010            | середня            | член Партії регіонів                    | пенсіонер                                            |
| 10                                | Галайда Надія Федосіївна      | 01.11.2010            | середня спеціальна | позапартійна                            | пенсіонер                                            |
| 11                                | Лапа Микола Федосійович       | 01.11.2010            | середня спеціальна | позапартійний                           | тимчасово не працює                                  |
| Політична партія «Сильна Україна» |                               |                       |                    |                                         |                                                      |
| 4                                 | Рябовол Микола Андрійович     | 01.11.2010            | вища               | член Політичної партії «Сильна Україна» | Велидирчинська лікарська амбулаторія, головний лікар |
| 7                                 | Грабовець Ольга Федотівна     | 01.11.2010            | середня спеціальна | член Політичної партії «Сильна Україна» | Велидирчинська лікарська амбулаторія, санітарка      |
| 12                                | Журавель Наталія Григорівна   | 01.11.2010            | середня спеціальна | член Політичної партії «Сильна Україна» | Малодирчинський фельдшерський пункт, санітарка       |